# Clidemia crotonifolia
Clidemia crotonifolia là một loài thực vật có hoa trong họ Mua. Loài này được Pilg. mô tả khoa học đầu tiên năm 1905.